# Aankondiging aan de herders

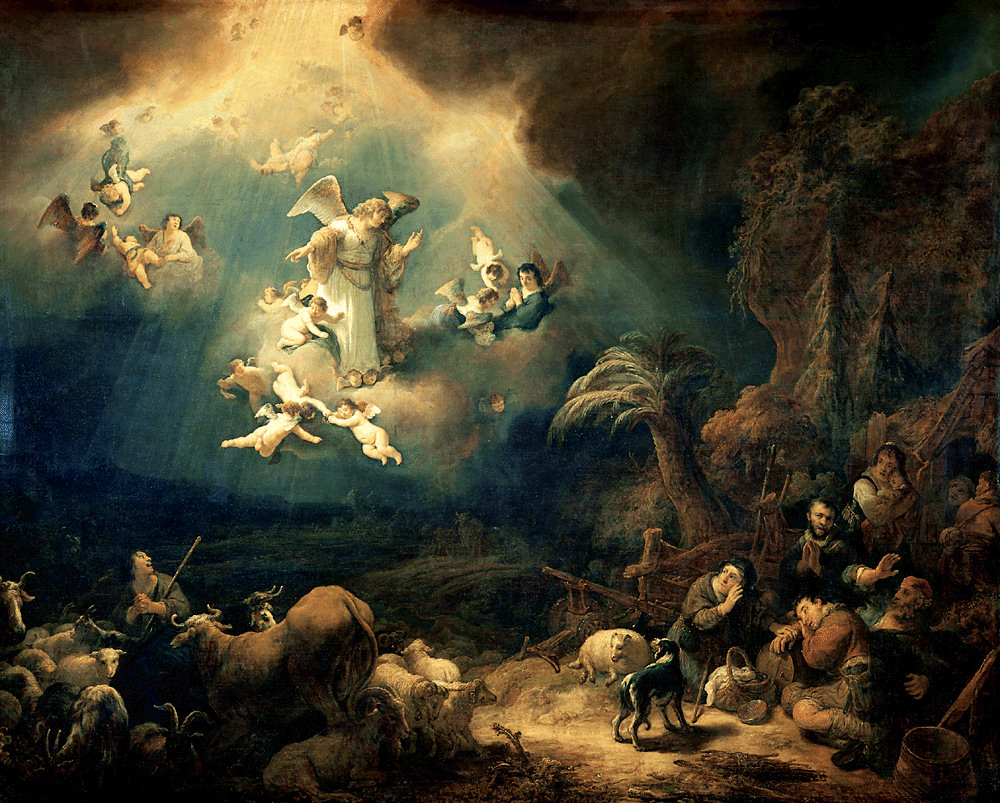
Aankondiging aan de herders van Govert Flinck (1639), Louvre

De aankondiging aan de herders is een scène in het verhaal over de geboorte van Jezus volgens Lucas 2, waarin een engel de geboorte van Jezus aankondigt aan een groep schaapherders. Tal van kunstvoorstellingen en kerstliederen zijn op deze scène gebaseerd.

## Bijbelverhaal
In Lucas 2:8-15 wordt verteld dat in de omgeving van Bethlehem een groep herders hun kudde schapen aan het hoeden was, toen plots een engel verscheen, met het goede nieuws voor "het hele volk": "Vandaag in de stad van David, is jullie redder geboren, hij is de Messias, de Heer."
"En plotseling voegde zich bij de engel een groot hemels leger dat God prees met de woorden: 'Eer aan God in de hoogste hemel en vrede op aarde voor alle mensen die hij liefheeft'." De herders gingen hierna op weg en vonden Maria, Jozef en het kind aan zoals het was voorspeld. Wat volgde wordt de aanbidding der herders genoemd.

## Theologische interpretatie
Over algemeen wordt aangenomen dat het betekenisvol is, dat de aankondiging eerst aan de herders werd gedaan, de laagste in de sociale rang, en pas daarna aan de wijzen uit het oosten.
De zin "vrede op aarde voor alle mensen die hij liefheeft" wordt op verschillende manieren geïnterpreteerd. Voor de een kiest God voor een specifieke groep, voor anderen sluit God niemand uit.

## Kunstvoorstellingen
Psalters en getijdenboeken
- Getijdenboek van maarschalk Boucicaut
- Hastings-getijdenboek
- Anglo-Catalaans psalter
- Belles heures du duc de Berry
- Macclesfield Psalter

Schilderijen

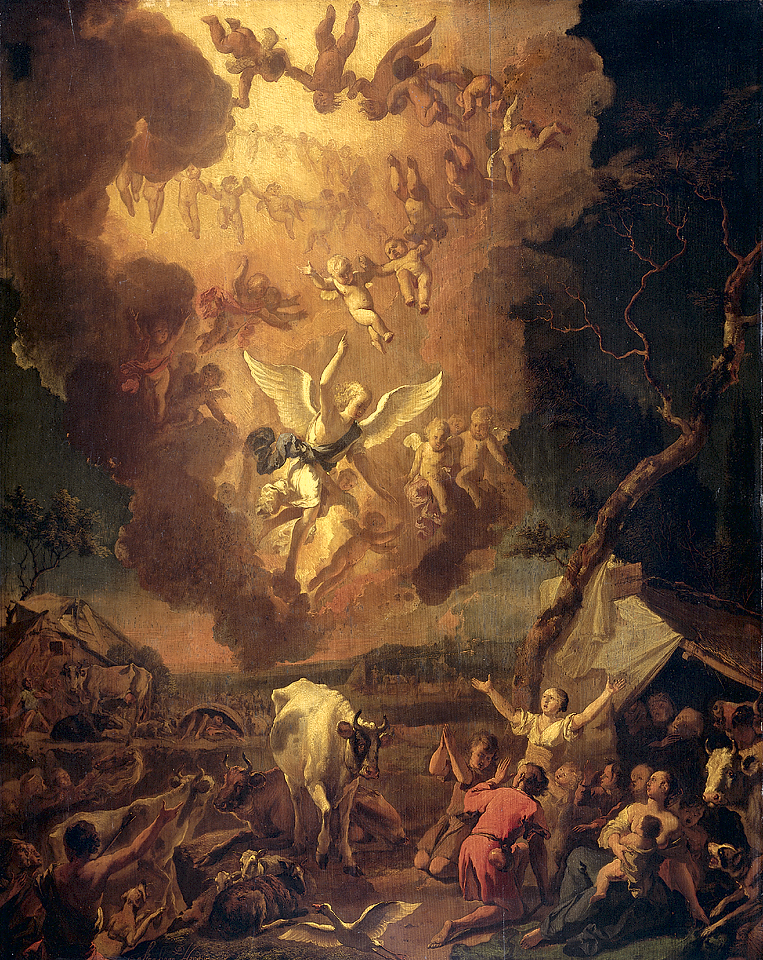
Abraham Hondius 1663

## Muziek
- Gloria in excelsis Deo (Bach) (BVW191)
- Weihnachtsoratorium (Bach) (BVW248)

### Kerstliederen
- Eer zij God in onze dagen
- Hoor de eng'len zingen d'eer
- Stille Nacht (kerstlied)